# Fat Abbot
El Gordo Abbot (Fat Abbot, en inglés) es un personaje basado en Fat Albert, de la serie de televisión El gordo Alberto y la pandilla Cosby. Aparece en el capítulo Casa Club (T02E12) de la serie South Park y tanto sus personajes como los escenarios de Gordo Abbot se parecen a los de Fat Albert. 
El fin de ambas series es dar consejos para niños aunque en Gordo Abbot, al ser una parodia, los personajes son malhablados, violentos y al fin y al cabo, en cierta manera cómico, porque en Fat Albert es todo lo contrario.
- Datos: Q5856664